# Naturschutzgebiet Pfahl-Ruine Schwärzenberg

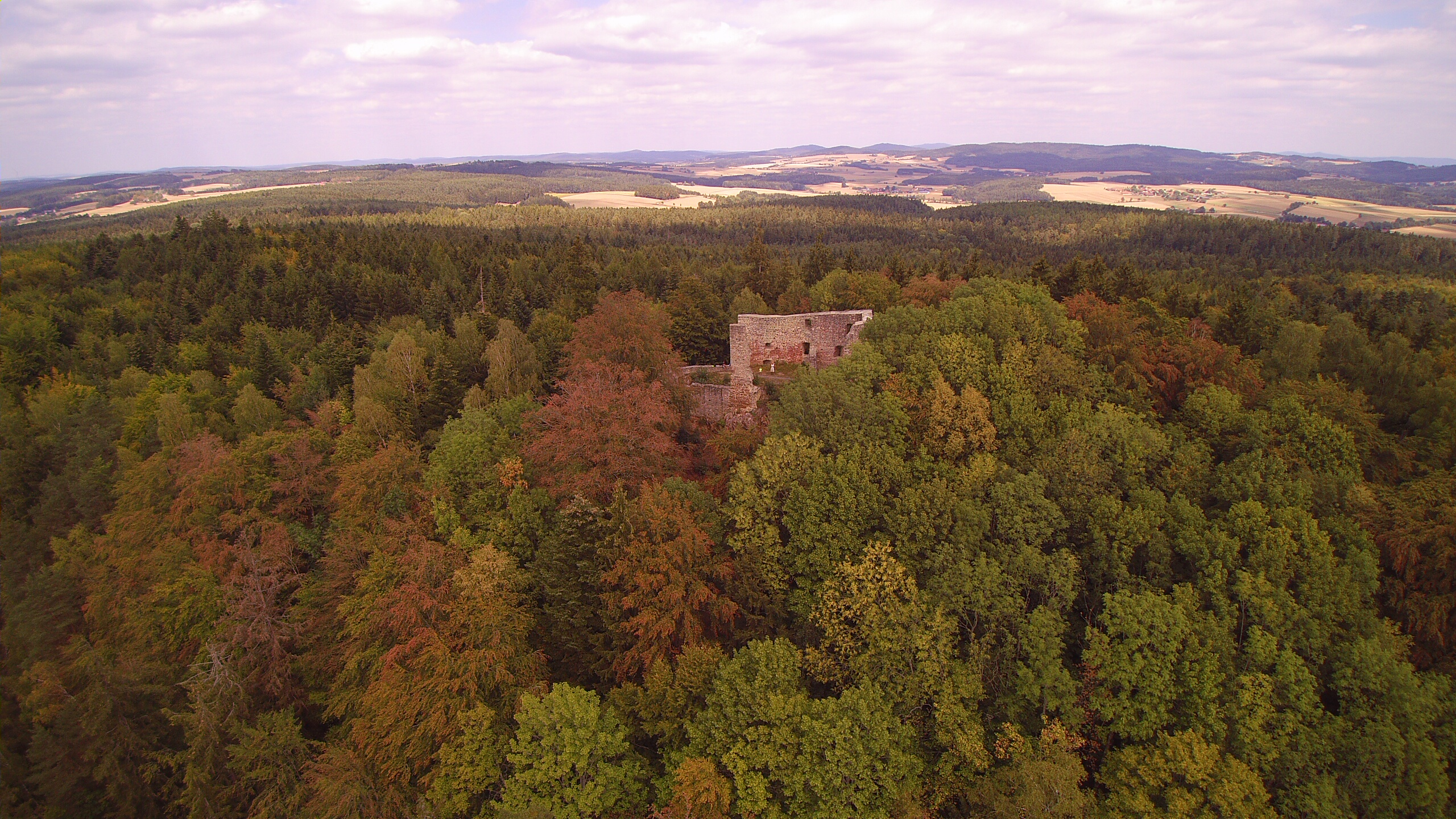

Die Pfahl-Ruine Schwärzenberg ist ein Naturschutzgebiet bei Strahlfeld  einem Ortsteil von Roding im Oberpfälzer Landkreis Cham in Bayern.
Das Naturschutzgebiet befindet sich 7,5 Kilometer nordwestlich von Roding. Es liegt im Naturpark Oberer Bayerischer Wald und ist Bestandteil des Landschaftsschutzgebietes Oberer Bayerischer Wald.
Das 1 ha große Areal ist eine markante Erhebung im Verlauf des 150 Kilometer langen Pfahles mit deutlich zu Tage tretendem Pfahlquarz und der aus dem 12. Jahrhundert stammenden Burgruine Burg Schwärzenberg. Die Burg wurde auf dem als Härtling herausragenden Pfahlquarzfelsen des 556 Meter hohen Schwärzenberges erbaut. Zahlreiche
Aufschlüsse zeigen hier die weißlich bis rötlichen Quarzbrekzie des Felsens. Die von Verfall bedrohten Mauern der Ruine wurden in den Jahren 2000–2002 gesichert und sind wieder zugänglich. Der Pfahl markiert hier den Abfall des Oberpfälzer Waldes in die Bodenwöhrer Bucht.
Das Naturschutzgebiet wurde am 12. April 1941 unter Schutz gestellt und am 24. November 1976 mit geänderter Verordnung erneut ausgewiesen. Der Burgberg ist vom Bayerischen Landesamt für Umwelt als bedeutendes Geotop (Burgberg der Schwärzenburg, 372R022) ausgewiesen.